# Родриган (футболист, 1995)
Родриго де Соуза Прадо (порт. Rodrigo de Souza Prado; 11 сентября 1995, Бразилиа), более известный как Родриган (порт. Rodrigão) или Родригао — бразильский футболист, защитник клуба «Црвена звезда».

## Биография
Воспитанник клуба «Атлетико Минейро», с этим же клубом подписал первый профессиональный контракт. В начале взрослой карьеры играл на правах аренды за клубы «Калденсе», «Коимбра», «Боа», «Ферровиария» в низших лигах Бразилии и на уровне чемпионатов штатов. В 2017 году провёл 3 неполных матча за основной состав «Атлетико Минейро» в Серии А. Дебютный матч в высшем дивизионе сыграл 8 августа 2017 года против клуба «Аваи».
Летом 2019 года перешёл в клуб высшего дивизиона Португалии «Жил Висенте», где провёл два сезона, сыграв 47 матчей и забив 3 гола в чемпионате и 6 матчей — в кубковых турнирах.
В июле 2021 года перешёл в российский клуб «Сочи». Стал автором гола в дебютном официальном матче за клуб — 22 июля 2021 года в рамках Лиги конференций УЕФА против клуба «Кешля», этот гол также стал первым в истории клуба в еврокубках.
7 июля 2022 года заключил контракт с футбольным клубом «Зенит». 28 февраля 2025 года расторг контракт с клубом. 23 мая 2025 года стал игроком «Црвены звезды», подписав контракт сроком на два сезона.

## Достижения

### Командные
«Зенит»
- Чемпион России: 2022/23, 2023/24
- Обладатель Кубка России: 2023/24
- Обладатель Суперкубка России: 2022, 2024

### Личные
- В списке 33 лучших футболистов чемпионата России (2): № 1 — 1 раз: 2021/2022; № 2 — 1 раз: 2022/2023